# 2014 en football
Cet article présente les faits marquants de l'année 2014 en football.

## Chronologie mensuelle

### Janvier
- 4 et 5 janvier : 32e de finale de la Coupe de France surprise pour le Monts d'Or Azergues Foot (CFA), qualifié pour la 16e de finale de Coupe de France en éliminant le FC Istres (L2), c'est le cas comme l'AS Yzeure (CFA) face au FC Lorient (L1) et l'AS Cannes (CFA) face aux verts de l'AS Saint-Étienne (L1).
- 5 janvier : l'ancienne gloire du football portugais, Eusébio, décède à 71 ans[1],[2].
- 13 janvier : Cristiano Ronaldo remporte, cinq ans après, le deuxième Ballon d'or de sa carrière[3].

### Février
- 25 février : décès de Mário Coluna, grande figure de l'histoire du football portugais[4].

### Mars
- 9 mars : début de la première saison de la J3 League au Japon.
- Du 15 mars au 5 avril, la Coupe du monde de football féminin des moins de 17 ans, au Costa Rica.

### Avril
- 16 avril : le Real Madrid remporte la 19e Coupe du Roi de son histoire en battant en finale 2 à 1 le rival du FC Barcelone.
- 19 avril : le Paris Saint Germain remporte sa 4e Coupe de la Ligue 2 buts à 1 face à Olympique lyonnais.
- 26 avril : le FC Metz retrouve la Ligue 1 pour la saison 2014-2015 après six saisons d’absence dans l'élite du football français en s'imposant 3-0 à Auxerre.

### Mai
- 2 mai : 
  - le pape François rappelle l'importance de la dimension de fête qu'est le football et que les facteurs économiques ne doivent pas prévaloir sur l'aspect sportif[5].
  - Marcelo Bielsa devient le nouvel entraîneur de l'Olympique de Marseille pour la saison 2014-2015.
- 3 mai : l'En Avant de Guingamp remporte pour la deuxième fois de son histoire la Coupe de France face à son voisin breton le Stade rennais, qu'il avait également battu il y a 5 ans au même stade de la compétition.
- 7 mai : le PSG est sacré champion de France  lors de la 36e journée de Ligue 1 grâce au match nul 1 à 1 de l'AS Monaco 2e du classement contre l'En Avant de Guingamp. Paris ne peut donc plus être doublé au classement ils sont assurés de finir premier avant même la fin du championnat.
- 13 mai : le sélectionneur de l'équipe de France Didier Deschamps dévoile la liste des 23 joueurs français et 7 réservistes retenu pour participer à la Coupe du monde au Brésil.
- 14 mai : le Séville FC remporte la Ligue Europa (0 à 0) 4 tirs au but 2 face au Benfica Lisbonne. C'est le troisième titre pour les Sévillans dans cette compétition après le titre de 2006 et de 2007.
- 17 mai : lors de la 38e et dernière journée de Liga l'Altlético Madrid fait match nul 1 à 1 au Camp Nou face au FC Barcelone dans un match aux allures de finale. Ce résultat permet aux Madrilènes d'être sacré Champion d'Espagne 2014.
- 23 mai : 
  - Willy Sagnol devient le nouvel entraîneur des Girondins de Bordeaux.
  - Hubert Fournier, manager du Stade de Reims, prend le poste d'entraîneur de l'Olympique lyonnais.
- 24 mai : 
  - Claude Makelele quitte son poste d'entraîneur adjoint du PSG pour devenir entraîneur du SC Bastia.
  - Le Real Madrid remporte au stade de Luz la dixième Ligue des champions de son histoire. En finale, Le Real Madrid bat le rival madrilène de l'Atletico Madrid 4 à 1 en prolongations.

### Juin
- 12 juin : match d'ouverture de la Coupe du monde de football 2014 à l'Arena Corinthians de São Paulo entre le Brésil et la Croatie. La Seleção s'impose 3 à 1.
- 13 juin : Gyula Grosics, le gardien de but de la mythique équipe de Hongrie des années 1950 disparaît à 88 ans.

### Juillet
- 7 juillet : Alfredo Di Stéfano, Ballon d'Or 1957 et 1959, vainqueur des Coupes d'Europe 1956, 1957, 1958, 1959 et 1960 avec le Real Madrid, disparaît à 88 ans.
- 8 juillet : 1er demi-finale de la Coupe du monde. L'Allemagne bat nettement l'équipe du Brésil sur le score fleuve de 7 à 1 grâce notamment a des doublés de Toni Kroos (24e, 26e) et André Schürrle (69e, 79e).
- 9 juillet : 2e demi-finale de la Coupe du monde après un match tendu où les occasions se font rares. L'Albiceleste se qualifie aux tirs au but face aux Pays-Bas grâce à deux tirs détournés par le gardien argentin Sergio Romero contre aucun pour le gardien des Oranges.
- 11 juillet : Jean-Louis Borloo devient le président du Valenciennes Football Club.
- 13 juillet : Dans l'enceinte du stade Maracanã de Rio de Janeiro, Mario Götze offre à la 113e le but victorieux de l'équipe d'Allemagne qui permet de battre après prolongation l'Argentine sur le score de 1 à 0 en finale de la 20e Coupe du monde de football. C'est le quatrième titre mondial remporté par la Mannschaft.

### Août
- 2 août : Le Paris Saint-Germain bat à Pékin l'En Avant de Guingamp sur le score de 2-0 lors du Trophée des champions[6]. Avec cette victoire c'est le deuxième titre consécutif dans cette compétition pour le club de la capitale française.
- Du 5 au 25 août, la Coupe du monde de football féminin des moins de 20 ans, au Canada.
- 10 août : Arsenal remporte le Community Shield en battant Manchester City 3 buts à 0[7].

### Octobre
- Du 11 au 25 octobre, le Championnat d'Afrique de football féminin, en Namibie.
- 12 octobre au 10 décembre : première édition de l'Indian Super League, la nouvelle compétition indienne. De grands joueurs comme David Trezeguet, Robert Pirès, Mikaël Silvestre, Nicolas Anelka ou encore Alessandro Del Piero y participent.
- 25 octobre 2014 : Liga BBVA 9e journée : le Real Madrid a remporté le classico face à FC Barcelone (3-1). Neymar ouvre le score pour Barcelone et les Madrilènes égalisent avec un but de Cristiano Ronaldo (s.p., 35e), Pepe double la mise à la 51e minute et Benzema fait le break à la 61e minute.
- 26 octobre 2014 : En Ligue 1, l'Olympique lyonnais remporte le choc olympien 1-0 face à l'Olympique de Marseille. Après huit victoires consécutives, les Marseillais signent une deuxième défaite en championnat, mais restent leader à quatre points du Paris SG.

### Novembre
- 9 novembre 2014 : En Ligue 1, le Paris Saint-Germain s'impose 2 à 0 face à l'Olympique de Marseille lors du classico grâce à des buts de Lucas (38e) et la passe décisive de Serge Aurier offrant le but à Cavani (87e).

### Décembre
- Du 10 au 20 décembre, la 11e édition de la coupe du monde des clubs, au Maroc.
- 20 décembre : les Espagnols du Real Madrid remporte la Coupe du monde des clubs 2 a 0 face aux Argentins de CA San Lorenzo.
- 30 décembre : le Milan AC remporte la sixième édition de la Dubai Challenge Cup face aux Espagnols du Real Madrid sur le score de 4-2, notamment grâce à un doublé de Stephan El Shaarawy.

## Principaux champions nationaux 2013-2014
- Allemagne : Bayern Munich
- Algérie : USM Alger
- Angleterre : Manchester City
- Argentine : Club Atlético River Plate
- Autriche : Red Bull Salzbourg
- Belgique : RSC Anderlecht
- Brésil : Cruzeiro EC
- Chypre : APOEL Nicosie
- Croatie : Dinamo Zagreb
- Danemark: Aalborg
- Écosse : Celtic Football Club
- Espagne : Atletico de Madrid
- États-Unis : Los Angeles Galaxy
- France : Paris Saint-Germain
- Grèce : Olympiakos
- Inde :
  - I-League : Bengaluru FC
  - Indian Super League : Atlético de Kolkata
- Italie : Juventus de Turin
- Libye: Al Ahly Tripoli
- Maroc : Moghreb de Tétouan
- Pays-Bas : Ajax Amsterdam
- Pologne : Legia Varsovie
- Portugal : Benfica Lisbonne
- Qatar : Lekhwiya Sports Club
- Russie : CSKA Moscou
- Roumanie : FC Steaua Bucarest
- République Démocratique du Congo : TP Mazembe
- République tchèque : Sparta Prague
- Sénégal : AS Pikine
- Serbie : Étoile rouge de Belgrade
- Suisse : FC Bâle
- Tunisie : Espérance sportive de Tunis
- Turquie : Fenerbahçe
- Ukraine : FC Chakhtar Donetsk

## Principaux décès
- Alfredo Di Stéfano, footballeur argentin puis espagnol.
- Eusébio, footballeur portugais.
- Tito Vilanova, entraîneur espagnol.
- Luis Aragonés, entraîneur espagnol.
- Albert Ebossé, footballeur camerounais.
- Michel Pastor, dirigeant de club monégasque.
- Fernandão, footballeur brésilien.